# Кириллино
Кириллино — село в Тарском районе Омской области России. Входит в состав Ложниковского сельского поселения.

## История
Основано в 1765 г. В 1928 г. состояла из 87 хозяйств, основное население — русские. В составе Ложниковского сельсовета Знаменского района Тарского округа Сибирского края.

## Население
| 1926 | 2002 | 2010 |
| ---- | ---- | ---- |
| 468  | ↘321 | ↘208 |